# Meigenia grandigena
Meigenia grandigena är en tvåvingeart som först beskrevs av Pandelle 1896.  Meigenia grandigena ingår i släktet Meigenia och familjen parasitflugor. Arten är reproducerande i Sverige. Inga underarter finns listade i Catalogue of Life.